# Grand Prix d'ouverture La Marseillaise 2008
La 29e édition du Grand Prix d'ouverture La Marseillaise a eu lieu le dimanche 3 février 2008.
Après une longue échappée de plus de 100 kilomètres, le coureur français de l'équipe Cofidis Hervé Duclos-Lassalle s'impose au sprint devant le Belge Frederik Veuchelen (Topsport Vlaanderen) et le Canadien Ryder Hesjedal (Slipstream-Chipotle).

## Présentation

### Équipes participantes
17 équipes participent à cette édition.
| N.    | Code | Équipe                       |
| ----- | ---- | ---------------------------- |
| 1-8   | COF  | Cofidis                      |
| 11-18 | SIL  | Silence Lotto                |
| 21-28 | C.A  | Crédit agricole              |
| 31-38 | MIT  | / Mitsubishi-Jartazi         |
| 41-48 | ALM  | AG2R La Mondiale             |
| 51-58 | LAN  | Landbouwkrediet Tonissteiner |
| 61-68 | BTL  | Bouygues Telecom             |
| 71-78 | TSV  | Topsport Vlaanderen-Mercator |
| 81-88 | FDJ  | La Française des Jeux        |

| N.      | Code | Équipe                      |
| ------- | ---- | --------------------------- |
| 91-98   | TSL  | Slipstream-Chipotle         |
| 101-108 | ALM  | AG2R La Mondiale            |
| 111-118 | AGR  | Agritubel                   |
| 121-128 | AUB  | Auber 93                    |
| 131-138 | SKT  | An Post-Sean Kelly Team     |
| 141-148 | BAL  | Bretagne Armor Lux          |
| 151-158 | CCD  | Differdange-Apiflo Vacances |
| 161-168 | RLM  | Roubaix Lille Métropole     |

### Parcours
Le départ fictif est donné devant le Conseil Général des Bouches-du-Rhône au nord de Marseille. Après un défilé de 9 km, les coureurs franchissent la ligne du départ réel sur la RD908 à Allauch. Leur grande boucle passe par Gardanne puis Lançon avant de redescendre vers Istres et Martigues. Ils rentrent dans Marseille par l'Estaque puis l'arrivée se trouve sur le Vieux-Port au niveau de l'hôtel de ville.
Le parcours est notamment jonché de trois côtes comptant pour le Grand Prix de la montagne (les trois premiers en haut de chacune de ces côtes remportent respectivement 6, 4 et 2 points).
| Kilomètre | Nom                   |
| --------- | --------------------- |
| 7         | Sommet Les Termes     |
| 51        | Col des Quatre Termes |
| 122       | Sommet Le Douard      |

## Déroulement de la course
Le début de la course est marqué par de nombreuses attaques. Rapidement, un groupe de six coureurs (Talabardon, Lequatre, Cazaux, Trofimov, Le Floch et Duclos-Lassalle) s'échappe du peloton puis est quasi immédiatement rejoint par le champion de France Christophe Moreau. Durant l'ascension du col des Quatre Termes, les échappés sont rejoints par cinq nouveaux coureurs (Dumoulin, Hesjedal, Neirynck, Steurs et Veuchelen), portant ainsi le groupe à 12 coureurs. Le groupe, mené la plupart du temps par Moreau, parvient à creuser un écart de près de trois minutes sur le peloton.
Tandis que le groupe des 12 échappés gère parfaitement son avance, derrière des coureurs tentent des échappées qui s'avèrent quasi instantanément infructueuses. C'est à 20 kilomètres de l'arrivée que la course se joue. Le Canadien Ryder Hesjedal, le Belge Frederik Veuchelen et le Français Hervé Duclos-Lassalle s'entendent parfaitement pour s'offrir une légère avance sur le groupe des poursuivants.
C'est finalement Duclos-Lassalle qui l'emporte au sprint devant Veuchelen et Hesjedal, s'offrant ainsi une première victoire pour l'année 2008.

## Résultats

### Classement général
| Classement général | Classement général    | Classement général | Classement général           | Classement général |
|                    | Coureur               | Pays               | Équipe                       | Temps              |
| ------------------ | --------------------- | ------------------ | ---------------------------- | ------------------ |
| 1er                | Hervé Duclos-Lassalle | FRA                | Cofidis                      | en 3 h 22 min 23 s |
| 2e                 | Frederik Veuchelen    | BEL                | Topsport Vlaanderen          | m.t.               |
| 3e                 | Ryder Hesjedal        | CAN                | Splipstream-Chipotle         | m.t.               |
| 4e                 | Geoffroy Lequatre     | FRA                | Agritubel                    | m.t.               |
| 5e                 | Samuel Dumoulin       | FRA                | Cofidis                      | m.t.               |
| 6e                 | Jonathan Hivert       | FRA                | Crédit agricole              | m.t.               |
| 7e                 | Guillaume Le Floch    | FRA                | Bretagne Armor Lux           | m.t.               |
| 8e                 | Yury Trofimov         | RUS                | Bouygues Telecom             | m.t.               |
| 9e                 | Geert Steurs          | BEL                | Silence-Lotto                | m.t.               |
| 10e                | Pierre Cazaux         | FRA                | Roubaix Lille Métropole      | m.t.               |
| 11e                | Christophe Moreau     | FRA                | Agritubel                    | m.t.               |
| 12e                | Kevin Neirynck        | BEL                | Landbouwkrediet-Tönissteiner | +23 s              |
| 13e                | Thor Hushovd          | NOR                | Crédit agricole              | +2 min 30 s        |
| 14e                | Nicolas Inaudi        | FRA                | Differdange-Apiflo Vacances  | +2 min 30 s        |
| 15e                | Kristof Goddaert      | BEL                | Topsport Vlaanderen          | +2 min 30 s        |
| 16e                | Freddy Bichot         | FRA                | Agritubel                    | +2 min 30 s        |
| 17e                | Kenny Lisabeth        | BEL                | An Post-Sean Kelly           | +2 min 30 s        |
| 18e                | Wim De Vocht          | BEL                | Silence-Lotto                | +2 min 30 s        |
| 19e                | Janek Tombak          | EST                | Mitsubishi-Jartazi           | +2 min 30 s        |
| 20e                | Maxime Bouet          | FRA                | Agritubel                    | +2 min 30 s        |
| 21e                | Frederiek Nolf        | BEL                | Topsport Vlaanderen          | +2 min 30 s        |
| 22e                | Alexandre Blain       | FRA                | Cofidis                      | +2 min 30 s        |
| 23e                | Cyril Gautier         | FRA                | Bretagne Armor Lux           | +2 min 30 s        |
| 24e                | Paídi O'Brien         | IRL                | An Post-Sean Kelly           | +2 min 30 s        |
| 25e                | Stéphane Bonsergent   | FRA                | Bretagne Armor Lux           | +2 min 30 s        |
| modifier           |                       |                    |                              |                    |

### Grand Prix de la Montagne

#### Classements intermédiaires
Les Termes (7 km)
| Premier   | Nicolas Vogondy, 6 Pts |
| Second    | Vincent Jérôme, 4 Pts  |
| Troisième | Serge Pauwels, 2 Pts   |

Les Quatre Termes (51 km)
| Premier   | Yury Trofimov, 6 Pts     |
| Second    | Christophe Moreau, 4 Pts |
| Troisième | Pierre Cazaux, 2 Pts     |

Le Douard  (122 km)
| Premier   | Guillaume Le Floch, 6 Pts |
| Second    | Yury Trofimov, 4 Pts      |
| Troisième | Pierre Cazaux, 2 Pts      |

#### Classement général
| Classement général de la Montagne | Classement général de la Montagne | Classement général de la Montagne | Classement général de la Montagne | Classement général de la Montagne |
| --------------------------------- | --------------------------------- | --------------------------------- | --------------------------------- | --------------------------------- |
|                                   | Coureur                           | Pays                              | Équipe                            | Point(s)                          |
| 1er                               | Yury Trofimov                     | RUS                               | Bouygues Telecom                  | 10 points                         |
| 2e                                | Guillaume Le Floch                | FRA                               | Bretagne Armor Lux                | 6 pts                             |
| 3e                                | Nicolas Vogondy                   | FRA                               | Agritubel                         | 6 pts                             |
| modifier                          |                                   |                                   |                                   |                                   |

### Classement du meilleur jeune
| Classement général du meilleur jeune | Classement général du meilleur jeune | Classement général du meilleur jeune | Classement général du meilleur jeune | Classement général du meilleur jeune |
|                                      | Coureur                              | Pays                                 | Équipe                               | Temps                                |
| ------------------------------------ | ------------------------------------ | ------------------------------------ | ------------------------------------ | ------------------------------------ |
| 1er                                  | Kristof Goddaert                     | BEL                                  | Topsport Vlaanderen                  | en 3 h 24 min 53 s                   |
| 2e                                   | Maxime Bouet                         | FRA                                  | Agritubel                            | m.t.                                 |
| 3e                                   | Frederiek Nolf                       | BEL                                  | Topsport Vlaanderen                  | m.t.                                 |
| modifier                             |                                      |                                      |                                      |                                      |